# 李剛仁
李剛仁（韓語：이강인，2001年2月19日—）是韓國足球員，出生於仁川，現時效力法甲球隊巴黎聖日耳門及韩国国家足球队。

## 球會生涯

### 華倫西亞
李剛仁年僅10歲時就被華倫西亞發現前往西班牙加入青訓，擅長左腳的他主要踢前鋒、翼鋒位置，在2017-18年賽季被選進預備隊，2018年夏天的熱身賽曾經上場。
瓦倫西亞對李剛仁的重視，可以從2018年7月拒絕皇家馬德里、曼城的報價，而選擇和他簽約至2022年，且違約金高達8000萬歐元可以見得。
李剛仁也在西乙二級聯賽出賽9場取得2顆進球，並在U19歐冠聯賽中，代表瓦倫西亞U19青年隊出賽2場，也有踢進1球。
2018年10月31日西班牙國王盃的賽事中，瓦倫西亞對上伊波羅的比賽，李剛仁被排在正選上陣，以17歲253天年紀的成為球會最年輕的外籍球員比賽紀錄。
李剛仁在本場比賽沒有取得進球或者助攻，並在第83分鐘被換下場，不過他還是成為代表瓦倫西亞出場的首位亞洲球員。
2019年1月13日，西甲第19輪，瓦倫西亞1-1戰平華拉度列，在第87分鐘，李剛仁後備入替卓利舒夫登場，這也是他的西甲處子戰。他成為第5名於西甲上陣的南韓球員，也是繼皇家蘇斯達的安德爾·巴雷內切亞（16歲359天）後，第二位於21世紀出生的球員上陣。

### 皇家馬略卡
2021年8月30日，皇家马洛卡确认了李剛仁的转会，雙方签订了一份为期四年的合同。2021年9月22日，他在對皇家马德里的西甲联赛中为俱乐部打入了他的第一个进球。

### 巴黎圣日耳曼
2023年夏天，西班牙籍主帅路易斯·恩里克与卡塔尔主席签订李刚仁转会条约，成为第一个在巴黎圣日耳曼踢球的亚洲人。
2023年10月25日，李剛仁在对阵AC米蘭的歐洲聯赛冠軍杯分組賽中射入一球，是為其在歐聯比賽的首個入球。11月3日，他在 3-0 战胜蒙彼利埃的比赛中攻入了自己在法甲联赛中的首個入球。
2024年1月3日，他在2023年法國超級盃决赛对阵图卢兹的比赛中打入首球，以 2-0 的比分获胜，并被评为該场比赛的最佳球员，这是他在俱乐部赢得的第一个冠军。
2025年，李剛仁成為繼同胞朴智星之後，第二位獲得歐洲冠軍聯賽獎牌的亞洲人。

## 国家队生涯
由于在華倫西亞馬斯泰拿的出色表现，李剛仁在2017年11月被选入韩国U18国家足球队的名单。11月2日，李剛仁第一次代表国家队出战。
2019年U20世青盃，韓國隊雖然無緣冠軍，不過李剛仁在今屆賽事累積兩球四助攻，成為05年的美斯後，最年輕的世青盃金球獎得主。
2022年11月，韓國隊宣布了2022年國際足總世界盃的最終陣容，李剛仁為其中一員。在对阵加纳的第二场小组赛中，他以准确的传球助攻曹圭成头球得分。
2023年9月，李剛仁入選韓國隊出戰杭州亞運，韓國隊最終獲得金牌。這一成就將使整個球隊免除兵役。
2023年10月13日，李剛仁在对阵突尼西亞4-0的友誼赛中梅開二度，踢進在韓國國家足球隊的首球。

## 榮譽

### 俱乐部
瓦倫西亞
- 西班牙國王盃冠軍 : 2018-19[11]

巴黎圣日耳曼
- 法甲冠軍：2023–24[12]、2024–25
- 法國盃冠軍：2023–24[13] 、2024–25[14]
- 法國超級盃冠軍：2023[15]、2024[16]
- 欧洲冠军联赛冠軍：2024-25
- 歐洲超級盃冠軍：2025

### 國家隊
韓國U23
- 亞洲運動會冠軍 : 2022

### 個人
- 土倫盃最佳陣容 : 2018年[17]
- 世青盃金球獎 : 2019年

## 傳媒
當年6歲的李剛仁於KBS真人足球節目飛吧小射手上鏡。  他的球技及表現遠超自身年齡及其他足球員，嶄露頭角。

## 外部連結
- Soccerway資料庫：李剛仁
- 足球数据库：李剛仁的球员统计数据
- Lee Kang-in profile at the Valencia CF website